# 데빈 드루이드
데빈 드루이드(영어: Devin Druid, 1998년 1월 26일 ~ )는 미국의 남자 배우이다. 드라마 《루머의 루머의 루머》에서 타일러 다운 역으로 잘 알려져 있다.

## 출연 작품
- 그레이하운드 (2020)
- 캠 걸스 (2018)
- 루머의 루머의 루머 시즌1 (2017)
- 위너독 (2016)
- 임페리엄 (2016)
- 라우더 댄 밤즈 (2015)